# Identiteit van Euler
De identiteit van Euler, genoemd naar de Zwitserse wiskundige Leonhard Euler, luidt:
{\displaystyle e^{i\pi }+1=0}
Het is een speciaal geval van de formule van Euler:
{\displaystyle e^{ix}=\cos(x)+i\cdot \sin(x)}
Door {\displaystyle \pi } in te vullen in deze vergelijking verkrijgt men namelijk
{\displaystyle e^{i\pi }=\cos(\pi )+i\cdot \sin(\pi )}
{\displaystyle e^{i\pi }=-1+i\cdot 0}
en dus
{\displaystyle e^{i\pi }+1=0}
In navolging van Richard Feynman wordt de vergelijking {\displaystyle e^{i\pi }+1=0} door wiskundigen wel De mooiste formule binnen de wiskunde genoemd, omdat zij zonder verdere opsmuk in zich herbergt:
- De belangrijkste twee natuurlijke getallen: 0 en 1.
- De belangrijkste drie wiskundige constanten: e, i en π.
- De belangrijkste drie wiskundige bewerkingen: optellen, vermenigvuldigen en machtsverheffen.